# Odds & Ends
Odds & Ends – album demo brytyjskiej piosenkarki Dido, wydany w październiku 1995. 
Utwory na album zostały stworzone, gdy Dido związana była z wytwórnią płytową Nettwerk, która wydała album w 1995 roku jako album promujący, aby Dido mogła przepisać się do większej wytwórni płytowej. Cały materiał na album nagrany został w latach 1993–1995. Dido spotkała się z wytwórnią Arista Records, którzy byli pod wrażeniem jej współpracy i pisaniem piosenek dla brytyjskiej grupy Faithless. Arista Records podpisała kontrakt z Dido w Stanach Zjednoczonych, w końcu tworząc kontrakt z wytwórnią jej brata Rollo Armstronga,  Cheeky Records, pozwalając jej tym samym na wydawanie albumów na całym świecie.

## Lista utworów
1. "Give Me Strength" - 4:17
2. "Reverb Song" - 0:45
3. "Take My Hand" - 6:39
4. "Me" - 2:38
5. "Sweet Eyed Baby - 4:43 (wczesna wersja "Don't Think Of Me")
6. "Keep Your Faith in Me" - 4:03
7. "Too Bad" - 2:06
8. "Believe" - 6:32 (Flu Season Mix - remiks "Take My Hand")
9. "Worthless" - 8:07 (wczesna wersja)
10. "Hurry Home" - 3:15
11. "River, Run Me Dry" - 4:37